# Björck och Börjesson
Björck och Börjesson eller Björck & Börjesson är ett historiskt betydelsefullt svenskt antikvariat som även verkat som bokförlag.
Albert Björck köpte 1900 ett 1888 grundat antikvariat i Stockholm. Björck och Börjesson bildades genom ett kompanjonskap i januari 1901 mellan Karl Börjesson och Albert Björck. Namnet ändrades från ”Björks antikvariat” till ”Björck och Börjessons antikvariska bokhandel” först 1905. En viktig orsak till Björck & Börjessons framgång var utgivningen av Karl Börjessons bibliografiskt noggranna kataloger. Antikvariatet blev framgångsrikt och hade flera filialer. Karl Börjesson var den drivande i verksamheten. Efter hans död 1941 följde en nedgångsperiod. Verksamheten stabiliserades när Björn Löwendahl  1976 köpte antikvariatet, och 1979 flyttade det till Strandvägen. Företaget finns fortfarande (2023), nu i Lysekil.